# Heinrich Heine

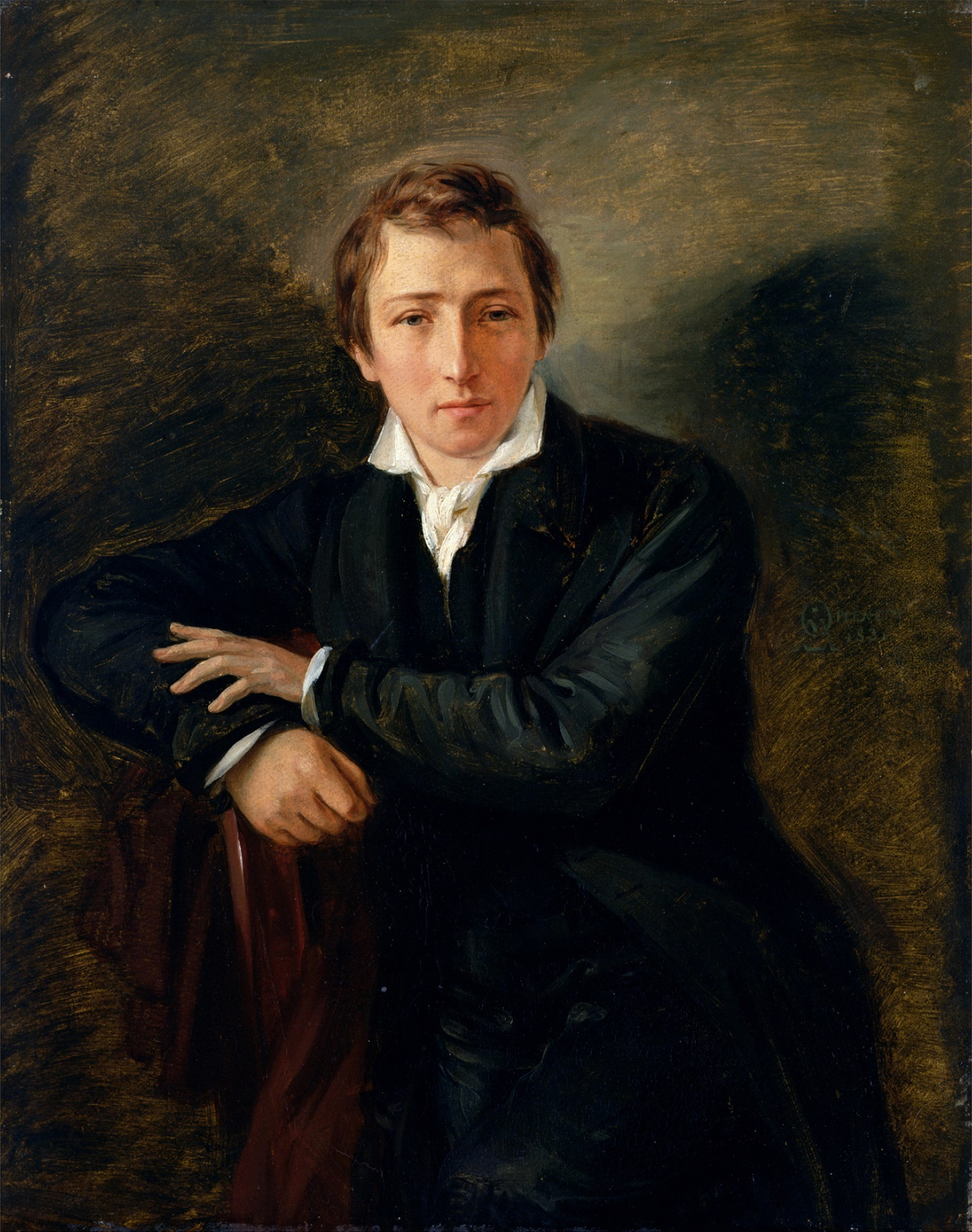
Heinrich Heine porträtterad 1831 av Moritz Daniel Oppenheim.

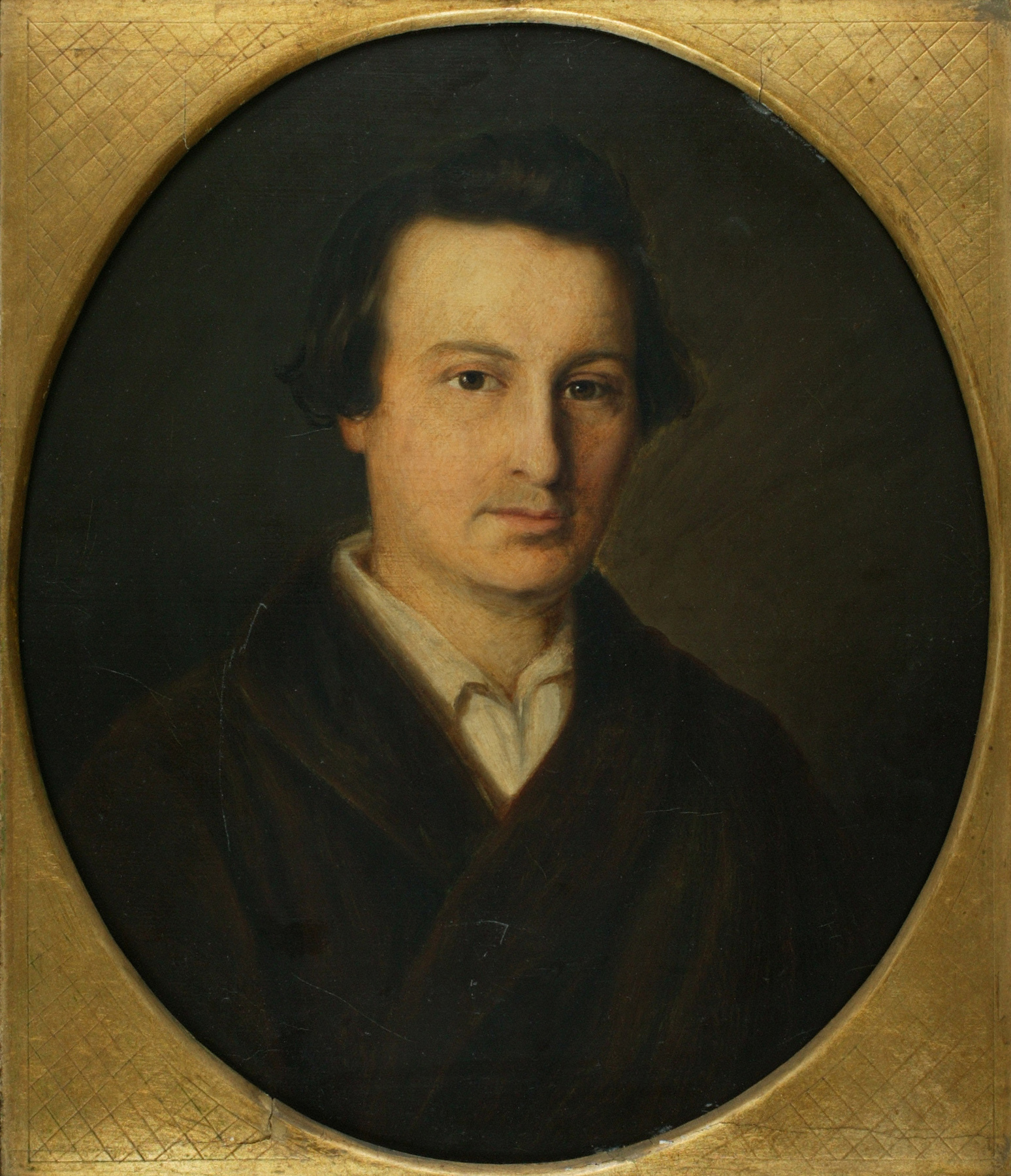
Heinrich Heine porträtterad av Isidor Popper.

Christian Johann Heinrich Heine, född 13 december 1797 i Düsseldorf i dåvarande hertigdömet Berg, död 17 februari 1856 i Paris i Frankrike, var en tysk författare av judisk härkomst.
Heinrich Heine är en av Tysklands mest berömda författare, känd för sin skarpa ironi. Den resulterade i att han fick många fiender under sitt liv; Preussen och Tyska förbundet beslöt 1833 respektive 1835 att förbjuda Heines verk. Heines skrifter var också förbjudna i Tyskland och verk av honom brändes under bokbålen runt om i Nazityskland 1933.
Många av Heines dikter har tonsatts, bland annat av Robert Schumann. Kärleksdikterna är skenbart romantiska, men har en ironisk underton. De politiska dikterna, som Tyskland: en vintersaga, anses svåröverträffade genom sin kombination av jordnära humor och briljant diktkonst. Heines dikter har översatts till svenska många gånger.

## Biografi
Harry Heine var namnet hans föräldrar gav honom vid hans födsel. Harry var den äldsta av Samson Heine och hans fru Bettys fyra barn.
Harrys farbror Salomon Heine finansierade Harrys studier i juridik och även företaget "Harry Heine & Co.". Företaget gick dock i konkurs, då Harry hellre sysselsatte sig med diktkonst.
Lika illa gick det med Heines kärlek till Salomons dotter Amalia. Han sändes i stället för att studera juridik, först i Bonn 1819, sedan i Göttingen, där han på grund av en duell måste sluta, varefter han fortsatte till Berlin. I Bonn lärde han känna romantikern August Wilhelm Schlegel, som invigde honom i metrikens konst och öppnade hans ögon för den orientaliska litteraturen, som blev av stor betydelse för hans diktning. I Berlin umgicks han hos Karl August Varnhagen von Ense och hans hustru och träffade romantiker som Friedrich de la Motte Fouqué och Adelbert von Chamisso. 
Heine började publicera dikter i Berliner Gesellschafter och utgav sin första samling Gedichte 1821. Därefter följde de mindre lyckade tragedierna Almansor och W. Radcliff (1823). Under en ferievistelse i Cuxhaven, varunder han svärmade för farbrodern Salomon Heines andra dotter Therese, öppnades hans ögon för havet, som han blev den förste tysk att besjunga i Die Nordsee (1826).
År 1825 promoverades han till doktor i juridik i Göttingen och konverterade till protestantismen för att öka sina chanser till anställning inom det juridiska arbetsområdet. Han antog vid dopet förnamnen Christian Johann Heinrich. Han var dock inte speciellt intresserad av religion utan betraktade dopintyget som "entrébiljett till den europeiska kulturen".
1824 skrev han Die Harzreise, som utgavs i Reisebilder 1826 tillsammans med diktcykeln Die Nordsee, en reseskildring i Laurence Sternes bisarrt nonchalanta, subjektiva kåserande stil med inlagda dikter. 1827 utkom Buch der Lieder, som skulle komma att göra hans namn världsberömt. 1828 reste Heine till Storbritannien, ett land som ständigt skulle förbli honom antipatiskt för sin prosaiska affärsanda, och samma år besökte han Italien, skildrat i nya Reisebilder.
En kort tid var han tidningsman i München under Johann Friedrich Cotta, uppehöll sig sedan i Berlin och Hamburg men flyttade efter julirevolutionen till Paris 1831, varifrån han till tyska tidningar sände korrespondenser, senare särskilda utgivningar såsom Französische Zustände (1832) och Lutetia (1854). När hans korrespondenser 1832 blev förbjudna, lagade han så att han av franska staten fick en årlig pension på 4 800 francs (1837–1848).
Han förblev bosatt i Frankrike resten av sitt liv, och gjorde endast två kortare besök i Tyskland, 1843 och 1847. Bland hans prosaskrifter från denna tid, samlade i Der Salon (1834–1840), märks Zur Geschichte der neueren schönen Literatur in Deutschland (1833), den under bland annat Georg Wilhelm Friedrich Hegel och Henri de Saint-Simon koncipierade Zur Geschichte der Philosophie und Religion in Deutschland (1835) samt Die romantische Schule (1836), som var tänkt som en fortsättning på Germaine de Staëls verk om Tyskland och där Heine gör upp räkningen med sin forne lärare Schlegel och visar sig ironiskt stämd mot tysk romantik. Dessa verk är halvt kåserande framställningar av tysk kultur, skrivna för fransk publik.
1834 träffade han den franska butiksflickan Eugenie Crescentia Mirat (som han kallade Mathilde). De gifte sig sju år senare, 1841. Heine var på 1840-talet vän med Karl Marx och Friedrich Engels, men var tveksam inför de kommunistiska idéerna. Han tillhörde Vormärzdiktarna och välkomnade den tyska revolutionen 1848, men blev besviken när den slutade med att monarkin bevarades.
Hans stora dikt, Deutschland, ein Wintermärchen (1844) är en kvick men hänsynslös satir, där han gycklar med byråkratismen, brackigheten, despotismen med mera i samtidens Tyskland. Atta Troll, ein Sommernachtstraum (1847) är ett på samma gång romantiskt, satiriskt och polemiskt epos, ett slags djurfabel med motiv från Spanien, i vilket han hånar 1840-talets tyska tendensdikt.
Heinrich Heine började 1845 känna av den ryggmärgsförlamning, som under perioden 1848–1856 kom att binda honom helt till sängen. Sitt lidande bar han tappert och förlorade intet av sitt frejdiga humör. En ung, mystisk kvinna, La Mouche (Elise von Krienz), skänkte honom tröst under den sista svåra tiden, och henne är också Heines sista dikter tillägnade. Han lyriska inspiration förnyades nämligen under sjukdomstiden, och han skrev nu Romanzero (1851) och Neueste Gedichte (1853–1854), fortfarande hållna i lekande ton men ärligare och uppriktigare.
Heine avled 1856 och dödsorsaken har länge trotts vara syfilis. Mot detta talar dock att han fram till sin död behöll sin intellektuella klarhet och skärpa.
Heine begravdes på Montmartrekyrkogården i Paris.

## Eftermäle
Nedslagskratern Heine på planeten Merkurius och asteroiden 7109 Heine är uppkallade efter honom.

## Bibliografi (urval)

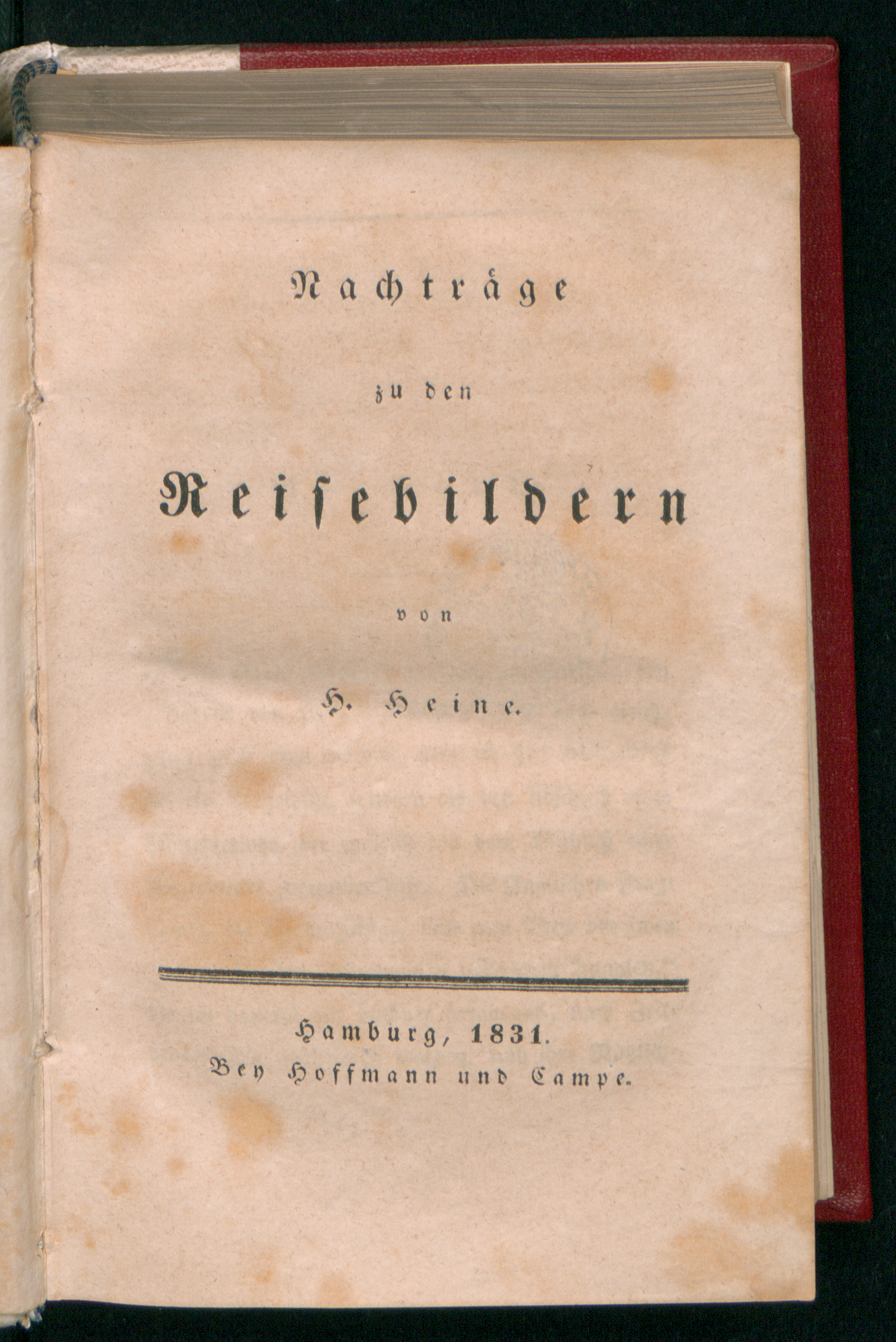
Reisebilder, 1831